# Remescla (aplicació web)
Una remescla, també coneguda pel mot anglès mashup, és una aplicació web híbrida que utilitza contingut d'altres aplicacions web per a crear un nou contingut complet, consumint serveis directament sempre a través del protocol http.
El contingut d'una remescla normalment prové de llocs web de tercers a través d'una interfície pública o utilitzant una API. Altres mètodes que constitueixen l'origen de les seves dades inclouen: sindicació web (RSS o Atom), screen scraping, etc.
Les remescles estan revolucionant el desenvolupament web de la mateixa manera que els weblogs han revolucionat la publicació en línia. Permeten que qualsevol combini, de forma innovadora, dades que existeixen en diferents pàgines web. Requereixen pocs coneixements tècnics, les API existents són senzilles i potents i les remescles són relativament fàcils de dissenyar. Els creadors de mashups són generalment gent innovadora que vol combinar de formes noves i creatives dades disponibles públicament.
Així com hi ha remescles molt útils, existeixen altres que no passen de ser només nous o publicitaris, amb una mínima utilitat pràctica. Els defensors i impulsors de les aplicacions Web 2.0 afirmen que les remescles són un exemple d'aquest nou moviment en el qual els usuaris creen, participen i interaccionen activament.